# 2017 (numero)
Duemiladiciassette (2017) è il numero naturale dopo il 2016 e prima del 2018.

## Proprietà matematiche
- È un numero dispari.
- È un numero primo.
  - È un numero primo di Chen.
- È un numero difettivo.
- È esprimibile in un solo modo come somma di due quadrati: 2017 = 1936 + 81 = 442 + 92.
- È un numero poligonale centrale.
- È un numero nontotiente in quanto dispari e diverso da 1.
- È un numero odioso.
- È un numero intero privo di quadrati.
- È parte delle terne pitagoriche (792, 1855, 2017), (2017, 2034144, 2034145).

## Astronomia
- 2017 Wesson è un asteroide della fascia principale del sistema solare.

## Astronautica
- Cosmos 2017 è un satellite artificiale russo.